# Kristi Cavanaugh
Kristi Cavanaugh est un personnage de fiction du feuilleton télévisé Grand Galop. Il est interprété par l'actrice Kia Luby.

## Le personnage
Kristi a 14 ans mais voudrait en avoir 20. C'est la plus proche amie de Veronica. La seule chose qui l'intéresse pour le moment, ce sont les garçons, et surtout Bob O'Malley, le garçon d'écurie. Elle passe son temps à essayer de le séduire plutôt que de prendre des cours d'équitation. On la voit très peu monter à cheval. En réalité, c'est en tant qu'invitée de Veronica qu'elle est venue au Pin creux pour la première fois, mais en voyant les palefreniers et cavaliers du club, elle a décidé de s'y inscrire. Contrairement à son amie Veronica, elle n'essaye pas de cacher sa vraie personnalité, ni d'être désagréable avec Carole, Steph et Lisa, mais elle n'est pas prête à perdre son temps avec elles. Elle les juge immatures.